# Розряд числа
Розряд (позиція, місце) — це структурний елемент представлення  чисел в  позиційних системах числення.
Розряд є «робочим місцем» цифри в  числі. Порядковому номеру розряду відповідає його вага — множина, на яку треба помножити значення розряду в даній системі числення.
Діапазон значень для всіх розрядів (в даній системі числення) незмінний.

## Визначення
Представлення числа z у  позиційній системі числення з основою b:
{\displaystyle z=a_{n-1}a_{n-2}\ldots a_{1}a_{0},\quad 0\leq a_{i}\leq b-1}
відповідає запису z у вигляді суми
{\displaystyle z=\sum _{i=0}^{n-1}a_{i}\cdot b^{i},}
де:
- n — кількість розрядів, розрядність,
- i — номер розряду цифри {\displaystyle a_{i}}, починаючи з нульового.

## Приклад
В  десятковій системі числення число 421 дорівнює
{\displaystyle 421=4\cdot 10^{2}+2\cdot 10^{1}+1\cdot 10^{0},}
тобто, цифра в нульовому розряді (праворуч, починаючи з нуля) множиться на 10 в нульовому степені. Цифра в першому розряді — на 10 в першій мірі, і т. д.

## Перші розряди
Одиниці — від 0 до 9,
десятки — від 10 до 99,
сотні — від 100 до 999,
тисячі — від 1 000 до 9 999,
десятки тисяч — від 10 000 до 99 999,
сотні тисяч — від 100 000 до 999 999,
мільйони — до 999 999 999,
мільярди — до 999 999 999 999,
трильйони — до 999 999 999 999 999
далі йдуть — квадрильйон, пентальйон (або квінтільйон), секстальйон, септальйон, октальйон і т. д.